# Newfield (Maine)
Newfield es un pueblo ubicado en el condado de York en el estado estadounidense de Maine. En el Censo de 2010 tenía una población de 1.522 habitantes y una densidad poblacional de 17,58 personas por km².

## Geografía
Newfield se encuentra ubicado en las coordenadas 43°38′18″N 70°53′40″O / 43.63833, -70.89444. Según la Oficina del Censo de los Estados Unidos, Newfield tiene una superficie total de 86.6 km², de la cual 83.64 km² corresponden a tierra firme y (3.41%) 2.95 km² es agua.

## Demografía
Según el censo de 2010, había 1.522 personas residiendo en Newfield. La densidad de población era de 17,58 hab./km². De los 1.522 habitantes, Newfield estaba compuesto por el 98.16% blancos, el 0.13% eran afroamericanos, el 0.66% eran amerindios, el 0.07% eran asiáticos, el 0% eran isleños del Pacífico, el 0.07% eran de otras razas y el 0.92% pertenecían a dos o más razas. Del total de la población el 0.79% eran hispanos o latinos de cualquier raza.